# Atyphella olivieri
Atyphella olivieri is een keversoort uit de familie glimwormen (Lampyridae). De wetenschappelijke naam van de soort werd voor het eerst geldig gepubliceerd in 1915 door Lea.